# Mundra
Mundra est une ville située dans l'état du Gujarat en Inde. Elle est située à proximité du port éponyme et de la centrale de Mundra.